# Saddiq Bey
Saddiq Bey, né le 9 avril 1999 à Charlotte en Caroline du Nord, est un joueur américain de basket-ball évoluant au poste d'ailier voire d'ailier fort et mesurant 2,00 m.

## Biographie

### Carrière universitaire
Après deux saisons universitaires avec les Wildcats de Villanova, il annonce en fin de saison se présenter pour la draft 2020 où il est attendu parmi les vingt premiers choix.

### Carrière professionnelle

#### Pistons de Détroit (2020-2023)
Saddiq Bey est choisi en 19e position lors de la draft 2020 par les Nets de Brooklyn, il est ensuite envoyé vers les Pistons de Détroit. Il réalise une bonne première saison avec les Pistons où il est nommé joueur de la semaine en février 2021, il figure aussi dans NBA All-Rookie First Team à la fin de la saison.

#### Hawks d'Atlanta (2023-2024)
Le jour de la fermeture du marché des transferts, Saddiq Bey est transféré en direction des Hawks d'Atlanta dans un échange en triangle impliquant les Warriors, les Pistons et les Hawks.

#### Wizards de Washington (2024-2025)
Agent libre à l'été 2024, il signe avec les Wizards de Washington pour un contrat de 20 millions de dollars sur trois ans.

#### Pelicans de La Nouvelle-Orléans (depuis 2025)
En juin 2025, il est transféré en direction des Pelicans de La Nouvelle-Orléans.

## Palmarès

### Universitaire
- Big East All-Freshman Team en 2019
- First-team All-Big East en 2020

### Professionnelles
- NBA All-Rookie First Team en 2021

## Statistiques

### Universitaires
Les statistiques de Saddiq Bey en matchs universitaires sont les suivantes :
| Saison    | Équipe    | Matchs | Titul. | Min./m | % Tir | % 3pts | % LF | Rbds/m. | Pass/m. | Int/m. | Ctr/m. | Pts/m. |
| --------- | --------- | ------ | ------ | ------ | ----- | ------ | ---- | ------- | ------- | ------ | ------ | ------ |
| 2018-2019 | Villanova | 36     | 29     | 29,6   | 45,8  | 37,4   | 64,4 | 5,08    | 1,28    | 0,86   | 0,33   | 8,22   |
| 2019-2020 | Villanova | 31     | 31     | 33,9   | 47,7  | 45,1   | 76,9 | 4,74    | 2,39    | 0,77   | 0,39   | 16,10  |
| Total     | Total     | 67     | 60     | 31,6   | 46,9  | 41,8   | 72,8 | 4,93    | 1,79    | 0,82   | 0,36   | 11,87  |

### Professionnelles

#### Saison régulière
| Saison    | Équipe  | Matchs | Titul. | Min./m | % Tir | % 3pts | % LF | Rbds/m. | Pass/m. | Int/m. | Ctr/m. | Pts/m. |
| --------- | ------- | ------ | ------ | ------ | ----- | ------ | ---- | ------- | ------- | ------ | ------ | ------ |
| 2020-2021 | Détroit | 70     | 53     | 27,3   | 40,4  | 38,0   | 84,4 | 4,54    | 1,36    | 0,74   | 0,20   | 12,24  |
| 2021-2022 | Détroit | 82     | 82     | 33,0   | 39,6  | 34,6   | 82,7 | 5,38    | 2,84    | 0,89   | 0,20   | 16,11  |
| 2022-2023 | Détroit | 52     | 30     | 28,8   | 40,4  | 34,5   | 86,1 | 4,65    | 1,62    | 0,96   | 0,23   | 14,83  |
| 2022-2023 | Atlanta | 25     | 7      | 25,1   | 47,0  | 40,0   | 86,2 | 4,80    | 1,36    | 0,80   | 0,04   | 11,64  |
| 2023-2024 | Atlanta | 63     | 51     | 32,7   | 41,6  | 31,6   | 83,7 | 6,50    | 1,50    | 0,80   | 0,20   | 13,70  |
| Total     | Total   | 292    | 223    | 30,2   | 40,8  | 35,2   | 84,2 | 5,20    | 1,80    | 0,80   | 0,20   | 14,10  |

#### Playoffs
| Saison | Équipe  | Matchs | Titul. | Min./m | % Tir | % 3pts | % LF | Rbds/m. | Pass/m. | Int/m. | Ctr/m. | Pts/m. |
| ------ | ------- | ------ | ------ | ------ | ----- | ------ | ---- | ------- | ------- | ------ | ------ | ------ |
| 2023   | Atlanta | 6      | 0      | 22,1   | 37,5  | 38,9   | 88,9 | 4,00    | 1,00    | 0,50   | 0,00   | 7,50   |
| Total  | Total   | 6      | 0      | 22,1   | 37,5  | 38,9   | 88,9 | 4,00    | 1,00    | 0,50   | 0,00   | 7,50   |

## Records sur une rencontre en NBA
Les records personnels de Saddiq Bey en NBA sont les suivants, :
| Record de la franchise |

| Type de statistique        | Saison régulière | Saison régulière          | Saison régulière | Playoffs | Playoffs            | Playoffs      |
| Type de statistique        | Record           | Adversaire                | Date             | Record   | Adversaire          | Date          |
| -------------------------- | ---------------- | ------------------------- | ---------------- | -------- | ------------------- | ------------- |
| Points                     | 51               | @ Magic d'Orlando         | 17 mars 2022     | 15       | Celtics de Boston   | 21 avril 2023 |
| Paniers marqués            | 17               | @ Magic d'Orlando         | 17 mars 2022     | 5        | Celtics de Boston   | 21 avril 2023 |
| Paniers tentés             | 27               | @ Magic d'Orlando         | 17 mars 2022     | 9        | @ Celtics de Boston | 25 avril 2023 |
| Paniers à 3 points réussis | 10               | @ Magic d'Orlando         | 17 mars 2022     | 3        | Celtics de Boston   | 21 avril 2023 |
| Paniers à 3 points tentés  | 15               | Heat de Miami             | 16 mai 2021      | 4        | @ Celtics de Boston | 15 avril 2023 |
| Lancers francs réussis     | 12               | @ Spurs de San Antonio    | 26 décembre 2021 | 2        | 3 fois              | 3 fois        |
| Lancers francs tentés      | 15               | Raptors de Toronto        | 28 janvier 2024  | 2        | 4 fois              | 4 fois        |
| Rebonds offensifs          | 7                | Raptors de Toronto        | 28 janvier 2024  | 2        | 2 fois              | 2 fois        |
| Rebonds défensifs          | 14               | @ Bulls de Chicago        | 23 octobre 2021  | 6        | Celtics de Boston   | 21 avril 2023 |
| Rebonds totaux             | 17               | Spurs de San Antonio      | 1er janvier 2022 | 8        | Celtics de Boston   | 21 avril 2023 |
| Passes décisives           | 8                | Timberwolves de Minnesota | 3 février 2022   | 3        | @ Celtics de Boston | 15 avril 2023 |
| Interceptions              | 5                | @ Hornets de Charlotte    | 25 octobre 2023  | 2        | @ Celtics de Boston | 15 avril 2023 |
| Contres                    | 2                | 2 fois                    | 2 fois           | -        | -                   | -             |
| Balles perdues             | 5                | Spurs de San Antonio      | 1er janvier 2022 | 1        | 2 fois              | 2 fois        |
| Minutes jouées             | 47               | Spurs de San Antonio      | 1er janvier 2022 | 27       | Celtics de Boston   | 21 avril 2023 |

- Double-double : 25
- Triple-double : 0

Dernière mise à jour : 9 février 2024